# 나이저강
나이저강(Niger River, /ˈnaɪdʒɚ/)은 서아프리카의 강으로 길이는 4,180 km이다. 기니 동남부의 기니고원에서 발원하여 말리와 니제르를 지나 베냉의 국경을 거쳐 나이지리아까지 흐른다. 나이저 삼각주를 지나 기니만으로 흘러든다. 아프리카에서 나일강과 콩고강에 이어 세 번째로 긴 강이다. 주요 지류로는 베누에강이 있다.

## 지형
이 강은 기니의 푸타잘론 고원지대 동편에서 발원하여, 북동쪽으로 거대한 원호를 그리며 흘러 말리의 타우사에 이른다. 이곳에서부터 줄곧 남동쪽으로 흘러 니제르의 서부를 지나며, 나이지리아의 로코자에 이른 후 남쪽으로 방향을 바꿔 포트하커트 서쪽에서 기니만으로 흘러들어간다.
나이저강의 유역은 남쪽으로는 푸타잘론, 반포라 절벽, 요루바 구릉, 카메룬 고원 같은 고원지대와 경계를 이루고 있는 반면 북쪽으로는 경계가 분명치 않다. 상류 쪽 지류로는 마푸·니안단·밀로·산카라니·틴키소강들이 있고, 중류의 주요 지류로는 바니강이 있다. 또 하류에는 카두나강과 베누에강 등의 지류가 있는데 베누에강의 연간 배수량은 대략 카두나강의 2배이다.
나이저강은 로코자에서 베누에강과 합류하여 약 3.2 km 폭으로 광대한 호수 모양을 이루는데, 그 위에 섬과 사구(砂丘)들이 점점이 갈라져 있다. 이 강은 총면적 3만 6,000 km2가 넘는 나이저 삼각주에서 여러 갈래로 흩어져 눈강, 브라스강, 솜브레이로강, 포르카도스강, 보니강들을 포함하는 복잡한 수로망을 이룬다.

## 기후
나이저강 유역의 기후는 매우 다양하다. 삼각주지역의 연간강수량은 4,060 mm가 넘지만 북쪽으로 갈수록 강수량이 감소하여 팀북투에 이르면 254 mm 이하가 된다. 이처럼 기후가 다양하기 때문에 강물의 정기적인 범람이 전 지역에서 동시에 발생하는 일은 없다.

## 서식
나이저강은 사초(莎草)식물지대, 사바나 초원지대, 가시 많은 관목과 아카시아 삼림지대, 강우림, 홍수림의 늪지대 등 사실상 서아프리카에 존재하는 모든 종류의 식물지대를 통과한다. 또 나이저강과 그 지류에는 많은 종류의 어류도 서식하는데, 이곳에 서식하는 메기류, 잉어, 나일파치류 등은 나이저강 연안지역에 중요한 경제적 기반을 제공한다. 그밖의 동물로는 하마·악어·도마뱀, 각종 조류 등이 있다.

## 주민분포
말리 중부와 나이지리아의 누페 지역 등 인구 조밀지역을 제외하면, 전반적으로 강 유역의 인구밀도는 희박하다. 인종분포를 보면 밤바라족·말링케족·송가이족·제르마족 등이 비교적 큰 집단을 이루고 있다. 나이저강은 관개와 수력발전에 엄청난 자원을 제공한다. 강의 대부분에 상선이 운항되며, 여러 지점에서 철도와 도로가 강을 가로지르고 있다. 총길이는 4,200 km, 유역면적은 189만 600 km2, 연간평균배수량은 6,000 m3/sec이다.